# イオン注入
イオン注入（イオンちゅうにゅう、英語: ion implantation）は、物質のイオンを固体材料に注入し、固体材料の物性を変化させる 材料科学的手法である。電子工学分野で半導体デバイスの生産に利用される他、金属の表面処理にも利用される。イオン注入は物質に化学的組成の変化を与えると同時に、結晶構造の構造的な変化も与える。

## 概説
一般的なイオン注入装置は、打ち込む元素のイオンを発生させるイオン源、必要なイオンだけを選別する質量分析機構、イオンを電気的に加速する加速器、対象物であるターゲットを高真空状態で保持するチャンバーから構成される。イオンは単一の元素が使われる。ドーズ量と呼ばれる注入された物質の総量はイオン電流の時間積分で与えられる。イオン注入によって与えられる電流はμA程度である。
一般的なイオンの加速エネルギーは10-500keV（1,600-80,000aJ）の範囲で使用される。1-10keVの範囲ではイオンが表面近くの数nm程度のところで停止するため実用的ではない。さらに対象物の損傷を小さくする場合はイオンビーム成長が用いられる。また通常の加速器ではさらに高い5MeV程度の加速エネルギーまで印加可能であるが、対象の損傷が大きく、また深さ方向の分布も広がるため、実効的な加速エネルギーの使用範囲は500keV程度が上限である。
打ち込まれたイオンはイオンと対象物の元素の種類の他に、加速器で与えられる運動エネルギーと対象物質と衝突散乱による運動量の喪失によってその飛程、つまり浸透して停止する深さが決まり、そのバラツキはほぼガウス分布に従う。イオンは対象物の原子との衝突、および電子軌道のオーバーラップによる効力などにより次第にエネルギーを失っていく。多くの場合、注入深さは10nmから1μm程度である。対象物の結晶原子の配列方向が打ち込み方向と同一の場合には、原子の間をトンネルのようにすり抜けるものが出るため、深さの制御が難しくなる。これを避けるため結晶方向からは少し傾けて打ち込まれる。イオン注入は対象物の表面付近で組成変化・構造変化が求められる場合に特に有効である。

## 半導体の製造

### ドーパント注入
イオン注入が最もよく利用されるのは半導体中へのドーパント注入である。半導体がシリコンの場合、ドーパントとしては普通ボロン、リン、砒素が用いらる。ドーパント原子のボロンは三フッ化ホウ素（BF3）ガス、リンはホスフィン（PH3）ガス、砒素はアルシン（AsH3）ガスが一般的に使われ、数KeVからMeV級のエネルギーで加速する。これらは腐食性や発火性、致死性が高いなど危険なガスである。ドーパントが注入されることにより、半導体中に過剰キャリアとして電子または正孔が生成され、半導体の伝導性を変化させる。打ち込まれたばかりのイオンは半導体原子の結晶に並ばないため不活性であり、結晶格子も格子欠陥が生じるため修復する必要がある。このため注入後は加熱によって結晶格子を整えるためにアニール処理を行なう。半導体のプロセス中のトランジスタ形成などの浅い打ち込み後には、熱拡散させないように熱線の照射による短時間加熱を行うラピッド・サーマル・アニール（Rapid thermal anneal, RTA）処理が行われる。

### Co-Implantation
ドーパント原子と共に炭素（C）、窒素（N）、フッ素（F）等の原子を注入することにより、熱処理時のドーパントの拡散が抑制される効果が得られる。浅い接合を形成するために用いられることがある。

### PAI（Pre-Amorphization Implantation）
ドーパント注入の前にゲルマニウム等の重いイオンをシリコン基板に注入することにより、シリコン基板の表面をアモルファス状態に変質させる。これにより、ドーパント注入時のチャネリング現象を抑制できるため、浅い接合の形成が可能となる。

### SOI（Silicon on Insulator）
酸素をシリコン基板中に高エネルギー・高濃度で注入した後、熱処理を行うことにより、シリコン基板の深い所にシリコン酸化物の層を形成する。シリコン酸化物が絶縁体であるため、SOI（Silicon on Insulator）構造となる。

### 素子分離(アイソレーション)
ヒ化ガリウム等の化合物半導体では、素子間の分離（イソレーション）にイオン注入を用いる場合がある。イオン注入がエピ構造を破壊すると同時に、ドーパントがバンドギャップ中に深い準位を形成し、高抵抗となる。

## イオン注入装置の分類
1台の装置で全てのイオン注入条件をカバーできるわけではなく、希望する加速エネルギー・ドーズ量の範囲によって数種類の装置を使い分けなければならないのが現状である。

### 高電流イオン注入装置
ミリアンペアオーダーの高電流イオンビームを発生できるように設計された装置。電界効果トランジスタのソース・ドレイン領域のように、高濃度のドーパント注入が必要な領域へのイオン注入に用いられる。通常、低加速エネルギー(<5keV)の注入にも対応できる装置構造になっており、ビームラインの長さは短い。最大の加速エネルギーは数10keV程度。

### 中電流イオン注入装置
発生させることができるイオンビーム電流はマイクロアンペアオーダーであり、比較的低濃度のドーパントを精密注入するときに用いられる。数keVから数100keVの範囲でイオンを加速することができるため汎用性が高く、通常の半導体デバイスの製造工程において適用工定数が最も多い。

### 高エネルギーイオン注入装置
深い領域へのイオン注入を行うための装置。装置には大規模な加速機構が備わっており、2価以上の多価イオンを用いることで最大数MeVまでイオンを加速することも可能である。発生させることのできるイオンビーム電流はマイクロアンペアオーダー。